# WorldWired Tour
El WorldWired Tour es una gira de la banda de thrash metal Metallica, en soporte de su décimo álbum, Hardwired... to Self-Destruct, que fue lanzado el 18 de noviembre de 2016. Es también su primera gira mundial desde la World Magnetic Tour.
En 2018, el WorldWired Tour recaudó $ 67.9 millones en 37 espectáculos (24 en Europa y 13 en América del Norte). La gira ha recaudado $ 237.9 millones, a dos años de haber comenzado en noviembre de 2016.
Los shows realizados en el Chase Center el 6 y 8 de septiembre junto con la Orquesta Sinfónica de San Francisco fueron filmados para el próximo álbum en vivo titulado S&M 2.
En octubre de 2019, se anunció que la etapa de la gira planeada en Oceanía fue cancelada debido a la entrada de James Hetfield a rehabilitación por alcoholismo.

## Repertorio

### 2016
Este setlist se realizó durante el show de calentamiento en el US Bank Stadium el 20 de agosto de 2016, pero desde entonces ha tenido modificaciones:
1. «Creeping Death»
2. «For Whom the Bell Tolls»
3. «Fuel»
4. «King Nothing»
5. «The Memory Remains»
6. «The Unforgiven»
7. «Leper Messiah»
8. «Welcome Home (Sanitarium)»
9. «Sad but True»
10. «Wherever I May Roam»
11. «One»
12. «Master of Puppets»
13. «Battery»
14. «Fade to Black»
15. «Seek & Destroy»

Encore
1. «Hardwired»
2. «Whiskey in the Jar»
3. «Nothing Else Matters»
4. «Enter Sandman»

## Fechas
| Fecha                                         | Ciudad                           | País                             | Lugar                                                                   | Teloneros                         | Asistencia                       | Recaudación                      |
| Etapa 1 – Shows de Calentamiento              | Etapa 1 – Shows de Calentamiento | Etapa 1 – Shows de Calentamiento | Etapa 1 – Shows de Calentamiento                                        | Etapa 1 – Shows de Calentamiento  | Etapa 1 – Shows de Calentamiento | Etapa 1 – Shows de Calentamiento |
| --------------------------------------------- | -------------------------------- | -------------------------------- | ----------------------------------------------------------------------- | --------------------------------- | -------------------------------- | -------------------------------- |
| 6 de febrero de 2016                          | San Francisco                    | Estados Unidos                   | AT&T Park                                                               | Cage The Elephant                 | 41,119 / 43,681                  | $4,341,114                       |
| 20 de agosto de 2016                          | Mineápolis                       | Estados Unidos                   | U.S. Bank Stadium                                                       | Avenged Sevenfold Volbeat         | 48,492 / 48,492                  | $5,158,790                       |
| 24 de septiembre de 2016                      | Nueva York                       | Estados Unidos                   | Central Park                                                            | Festival                          | Festival                         | Festival                         |
| 27 de septiembre de 2016                      | Nueva York                       | Estados Unidos                   | Webster Hall                                                            | —                                 | —                                | —                                |
| 22 de octubre de 2016                         | Mountain View                    | Estados Unidos                   | Shoreline Amphitheater                                                  | Festival                          | Festival                         | Festival                         |
| 23 de octubre de 2016                         | Mountain View                    | Estados Unidos                   | Shoreline Amphitheater                                                  | Festival                          | Festival                         | Festival                         |
| Etapa 2 – Latinoamérica                       |                                  |                                  |                                                                         |                                   |                                  |                                  |
| 26 de octubre de 2016                         | San Juan                         | Puerto Rico                      | Coliseo de Puerto Rico                                                  | Zafakon                           | 13,039 / 13,641                  | $1,368,148                       |
| 29 de octubre de 2016                         | Quito                            | Ecuador                          | Parque Bicentenario                                                     | Basca                             | —                                | —                                |
| 1 de noviembre de 2016                        | Bogotá                           | Colombia                         | Hipódromo de Los Andes                                                  | Victimized                        | 23,434 / 29,255                  | $2,145,370                       |
| 3 de noviembre de 2016                        | Ciudad de Guatemala              | Guatemala                        | Estadio Cementos Progreso                                               | Metal Requiem                     | —                                | —                                |
| 5 de noviembre de 2016                        | San José                         | Costa Rica                       | Estadio Nacional                                                        | Heresy                            | 32,934 / 33,953                  | $2,216,090                       |
| Etapa 3 – Intimate/promo shows                |                                  |                                  |                                                                         |                                   |                                  |                                  |
| 18 de noviembre de 2016                       | Londres                          | Reino Unido                      | House of Vans                                                           | —                                 | —                                | —                                |
| 29 de noviembre de 2016                       | Toronto                          | Canadá                           | The Opera House                                                         | —                                 | —                                | —                                |
| 15 de diciembre de 2016                       | Los Ángeles                      | Estados Unidos                   | The Fonda Theatre                                                       | —                                 | —                                | —                                |
| 17 de diciembre de 2016                       | Oakland                          | Estados Unidos                   | Fox Oakland Theatre                                                     | —                                 | 2,800 / 2,800                    | $165,550                         |
| Etapa 4 – Asia                                |                                  |                                  |                                                                         |                                   |                                  |                                  |
| 11 de enero de 2017                           | Seúl                             | Corea del Sur                    | Gocheok Sky Dome                                                        | Babymetal                         | —                                | —                                |
| 15 de enero de 2017                           | Shanghái                         | China                            | Mercedes-Benz Arena                                                     | —                                 | —                                | —                                |
| 18 de enero de 2017                           | Pekín                            | China                            | LeSports Center                                                         | Lang Lang                         | —                                | —                                |
| 20 de enero de 2017                           | Chek Lap Kok                     | Hong Kong                        | AsiaWorld-Expo                                                          | —                                 | —                                | —                                |
| 22 de enero de 2017                           | Singapur                         | Singapur                         | Estadio Cubierto de Singapur                                            | —                                 | —                                | —                                |
| Etapa 5 – Dinamarca                           |                                  |                                  |                                                                         |                                   |                                  |                                  |
| 3 de febrero de 2017                          | Copenhague                       | Dinamarca                        | Royal Arena                                                             | Hatesphere                        | —                                | $4,557,416                       |
| 7 de febrero de 2017                          | Copenhague                       | Dinamarca                        | Royal Arena                                                             | I'll Be Damned                    | —                                | $4,557,416                       |
| 9 de febrero de 2017                          | Copenhague                       | Dinamarca                        | Royal Arena                                                             | Defecto                           | —                                | $4,557,416                       |
| Etapa 6 – Norteamérica                        |                                  |                                  |                                                                         |                                   |                                  |                                  |
| 12 de febrero de 2017                         | Los Ángeles                      | Estados Unidos                   | Hollywood Palladium                                                     | Festival                          | Festival                         | Festival                         |
| Etapa 7 – Latinoamérica                       |                                  |                                  |                                                                         |                                   |                                  |                                  |
| 1 de marzo de 2017                            | Ciudad de México                 | México                           | Foro Sol                                                                | Iggy Pop                          | 197,745 / 197,745                | $9,744,945                       |
| 3 de marzo de 2017                            | Ciudad de México                 | México                           | Foro Sol                                                                | Iggy Pop                          | 197,745 / 197,745                | $9,744,945                       |
| 5 de marzo de 2017                            | Ciudad de México                 | México                           | Foro Sol                                                                | Iggy Pop                          | 197,745 / 197,745                | $9,744,945                       |
| 25 de marzo de 2017                           | São Paulo                        | Brasil                           | Autódromo José Carlos Pace                                              | Festival                          | Festival                         | Festival                         |
| 31 de marzo de 2017                           | Buenos Aires                     | Argentina                        | Hipódromo de San Isidro                                                 | Festival                          | Festival                         | Festival                         |
| 1 de abril de 2017                            | Santiago                         | Chile                            | Parque O'Higgins                                                        | Festival                          | Festival                         | Festival                         |
| Etapa 8 - Norteamérica                        |                                  |                                  |                                                                         |                                   |                                  |                                  |
| 10 de mayo de 2017                            | Baltimore                        | Estados Unidos                   | M&T Bank Stadium                                                        | Avenged Sevenfold Volbeat         | 40,850 / 55,705                  | $4,220,421                       |
| 12 de mayo de 2017                            | Filadelfia                       | Estados Unidos                   | Lincoln Financial Field                                                 | Volbeat                           | 49,722 / 53,836                  | $5,421,187                       |
| 14 de mayo de 2017                            | East Rutherford                  | Estados Unidos                   | MetLife Stadium                                                         | Avenged Sevenfold Volbeat         | 46,941 / 51,468                  | $5,196,436                       |
| 17 de mayo de 2017                            | Uniondale                        | Estados Unidos                   | Nassau Coliseum                                                         | Volbeat                           | 14,941 / 14,941                  | $2,198,951                       |
| 19 de mayo de 2017                            | Foxborough                       | Estados Unidos                   | Gillette Stadium                                                        | Volbeat                           | 47,778 / 48,905                  | $6,095,723                       |
| 21 de mayo de 2017                            | Columbus                         | Estados Unidos                   | Mapfre Stadium                                                          | Festival                          | Festival                         | Festival                         |
| 4 de junio de 2017                            | Saint Louis                      | Estados Unidos                   | Busch Stadium                                                           | Volbeat                           | 38,778 / 43,366                  | $4,192,393                       |
| 7 de junio de 2017                            | Denver                           | Estados Unidos                   | Broncos Stadium at Mile High                                            | Avenged Sevenfold Volbeat         | 51,955 / 58,913                  | $5,884,163                       |
| 9 de junio de 2017                            | Newton                           | Estados Unidos                   | Iowa Speedway                                                           | Avenged Sevenfold Volbeat         | —                                | —                                |
| 11 de junio de 2017                           | Houston                          | Estados Unidos                   | Estadio NRG                                                             | Avenged Sevenfold Volbeat         | 46,720 / 51,023                  | $4,854,470                       |
| 14 de junio de 2017                           | San Antonio                      | Estados Unidos                   | Alamodome                                                               | Avenged Sevenfold                 | 45,343 / 49,271                  | $4,527,654                       |
| 16 de junio de 2017                           | Arlington                        | Estados Unidos                   | AT&T Stadium                                                            | Avenged Sevenfold                 | 45,860 / 48,348                  | $4,247,778                       |
| 18 de junio de 2017                           | Chicago                          | Estados Unidos                   | Soldier Field                                                           | Avenged Sevenfold                 | 51,041 / 52,360                  | $5,313,714                       |
| 5 de julio de 2017                            | Orlando                          | Estados Unidos                   | Camping World Stadium                                                   | Avenged Sevenfold Volbeat         | 39,961 / 53,163                  | $4,613,708                       |
| 7 de julio de 2017                            | Miami Gardens                    | Estados Unidos                   | Hard Rock Stadium                                                       | Avenged Sevenfold Volbeat         | 32,168 / 45,433                  | $3,163,523                       |
| 9 de julio de 2017                            | Atlanta                          | Estados Unidos                   | SunTrust Park                                                           | Avenged Sevenfold Volbeat         | 39,024 / 41,246                  | $4,531,443                       |
| 12 de julio de 2017                           | Detroit                          | Estados Unidos                   | Comerica Park                                                           | Avenged Sevenfold Volbeat         | 40,573 / 43,159                  | $4,501,650                       |
| 14 de julio de 2017                           | Quebec                           | Canadá                           | Llanuras de Abraham                                                     | Festival                          | Festival                         | Festival                         |
| 16 de julio de 2017                           | Toronto                          | Canadá                           | Rogers Centre                                                           | Avenged Sevenfold Volbeat         | —                                | —                                |
| 19 de julio de 2017                           | Montreal                         | Canadá                           | Parque Jean-Drapeau                                                     | Avenged Sevenfold Volbeat         | 29,218 / 34,375                  | $3,258,580                       |
| 29 de julio de 2017                           | Pasadena                         | Estados Unidos                   | Estadio Rose Bowl                                                       | Avenged Sevenfold Gojira          | 60,509 / 63,285                  | $6,384,282                       |
| 4 de agosto de 2017                           | Glendale                         | Estados Unidos                   | University of Phoenix Stadium                                           | Avenged Sevenfold Gojira          | 52,926 / 54,881                  | $5,246,586                       |
| 6 de agosto de 2017                           | San Diego                        | Estados Unidos                   | Petco Park                                                              | Avenged Sevenfold Gojira          | 43,491 / 44,916                  | $4,846,411                       |
| 9 de agosto de 2017                           | Seattle                          | Estados Unidos                   | CenturyLink Field                                                       | Avenged Sevenfold Gojira          | 47,175 / 56,082                  | $4,944,489                       |
| 11 de agosto de 2017                          | San Francisco                    | Estados Unidos                   | Golden Gate Park                                                        | Festival                          | Festival                         | Festival                         |
| 14 de agosto de 2017                          | Vancouver                        | Canadá                           | Estadio BC Place                                                        | Avenged Sevenfold Gojira          | 31,075 / 42,299                  | $3,405,806                       |
| 16 de agosto de 2017                          | Edmonton                         | Canadá                           | Estadio de la Mancomunidad                                              | Avenged Sevenfold Gojira          |                                  |                                  |
| Etapa 9 – Europa                              |                                  |                                  |                                                                         |                                   |                                  |                                  |
| 2 de septiembre de 2017                       | Copenhague                       | Dinamarca                        | Royal Arena                                                             | Aphyxion                          |                                  |                                  |
| 4 de septiembre de 2017                       | Ámsterdam                        | Países Bajos                     | Ziggo Dome                                                              | Kvelertak                         | 33,498 / 33,498                  | $2,773,274                       |
| 6 de septiembre de 2017                       | Ámsterdam                        | Países Bajos                     | Ziggo Dome                                                              | Kvelertak                         | 33,498 / 33,498                  | $2,773,274                       |
| 8 de septiembre de 2017                       | París                            | Francia                          | AccorHotels Arena                                                       | Kvelertak                         | 36,765 / 36,765                  | $3,659,706                       |
| 10 de septiembre de 2017                      | París                            | Francia                          | AccorHotels Arena                                                       | Kvelertak                         | 36,765 / 36,765                  | $3,659,706                       |
| 12 de septiembre de 2017                      | Lyon                             | Francia                          | Halle Tony Garnier                                                      | Kvelertak                         |                                  |                                  |
| 14 de septiembre de 2017                      | Colonia                          | Alemania                         | Lanxess Arena                                                           | Kvelertak                         |                                  |                                  |
| 16 de septiembre de 2017                      | Colonia                          | Alemania                         | Lanxess Arena                                                           | Kvelertak                         |                                  |                                  |
| 22 de octubre de 2017                         | Londres                          | Reino Unido                      | The O2 Arena                                                            | Kvelertak                         | 39,976 / 41,130                  | $4,245,290                       |
| 24 de octubre de 2017                         | Londres                          | Reino Unido                      | The O2 Arena                                                            | Kvelertak                         | 39,976 / 41,130                  | $4,245,290                       |
| 26 de octubre de 2017                         | Glasgow                          | Reino Unido                      | The SSE Hydro                                                           | Kvelertak                         | 12,748 / 12,748                  | $1,382,510                       |
| 28 de octubre de 2017                         | Mánchester                       | Reino Unido                      | Manchester Arena                                                        | Kvelertak                         | 19,423 / 19,423                  | $2,038,870                       |
| 30 de octubre de 2017                         | Birmingham                       | Reino Unido                      | Resorts World Arena                                                     | Kvelertak                         | —                                | —                                |
| 1 de noviembre de 2017                        | Amberes                          | Bélgica                          | Sportpaleis                                                             | Kvelertak                         | —                                | —                                |
| 3 de noviembre de 2017                        | Amberes                          | Bélgica                          | Sportpaleis                                                             | Kvelertak                         | —                                | —                                |
| Etapa 10 – Norteamérica                       |                                  |                                  |                                                                         |                                   |                                  |                                  |
| 9 de noviembre de 2017                        | San Francisco                    | Estados Unidos                   | AT&T Park                                                               | Festival                          | Festival                         | Festival                         |
| Etapa 11 – Europa                             |                                  |                                  |                                                                         |                                   |                                  |                                  |
| 1 de febrero de 2018                          | Lisboa                           | Portugal                         | Altice Arena                                                            | Kvelertak                         | —                                | —                                |
| 3 de febrero de 2018                          | Madrid                           | España                           | WiZink Center                                                           | Kvelertak                         | —                                | —                                |
| 5 de febrero de 2018                          | Madrid                           | España                           | WiZink Center                                                           | Kvelertak                         | —                                | —                                |
| 7 de febrero de 2018                          | Barcelona                        | España                           | Palau Sant Jordi                                                        | Kvelertak                         | —                                | —                                |
| 10 de febrero de 2018                         | Turín                            | Italia                           | Palasport Olimpico                                                      | Kvelertak                         | —                                | —                                |
| 12 de febrero de 2018                         | Bolonia                          | Italia                           | Unipol Arena                                                            | Kvelertak                         | —                                | —                                |
| 14 de febrero de 2018                         | Bolonia                          | Italia                           | Unipol Arena                                                            | Kvelertak                         | —                                | —                                |
| 16 de febrero de 2018                         | Mannheim                         | Alemania                         | SAP Arena                                                               | Kvelertak                         | —                                | —                                |
| 27 de marzo de 2018                           | Herning                          | Dinamarca                        | Jyske Bank Boxen                                                        | Kvelertak                         | —                                | —                                |
| 29 de marzo de 2018                           | Hamburgo                         | Alemania                         | Barclaycard Arena                                                       | Kvelertak                         | 14,415 / 15,022                  | $1,577,360                       |
| 31 de marzo de 2018                           | Viena                            | Austria                          | Wiener Stadthalle                                                       | Kvelertak                         |                                  |                                  |
| 2 de abril de 2018                            | Praga                            | República Checa                  | O2 Arena                                                                | Kvelertak                         |                                  |                                  |
| 5 de abril de 2018                            | Budapest                         | Hungría                          | Budapest Sports Arena                                                   | Kvelertak                         |                                  |                                  |
| 7 de abril de 2018                            | Stuttgart                        | Alemania                         | Schleyerhalle                                                           | Kvelertak                         |                                  |                                  |
| 9 de abril de 2018                            | Stuttgart                        | Alemania                         | Schleyerhalle                                                           | Kvelertak                         |                                  |                                  |
| 11 de abril de 2018                           | Ginebra                          | Suiza                            | Palexpo                                                                 | Kvelertak                         |                                  |                                  |
| 26 de abril de 2018                           | Múnich                           | Alemania                         | Olympiahalle                                                            | Kvelertak                         |                                  |                                  |
| 28 de abril de 2018                           | Cracovia                         | Polonia                          | Tauron Arena                                                            | Kvelertak                         |                                  |                                  |
| 30 de abril de 2018                           | Leipzig                          | Alemania                         | Arena Leipzig                                                           | Kvelertak                         |                                  |                                  |
| 2 de mayo de 2018                             | Oslo                             | Noruega                          | Telenor Arena                                                           | Kvelertak                         |                                  |                                  |
| 5 de mayo de 2018                             | Estocolmo                        | Suecia                           | Ericsson Globe                                                          | Kvelertak                         |                                  |                                  |
| 7 de mayo de 2018                             | Estocolmo                        | Suecia                           | Ericsson Globe                                                          | Kvelertak                         |                                  |                                  |
| 9 de mayo de 2018                             | Helsinki                         | Finlandia                        | Hartwall Arena                                                          | Kvelertak                         | 28,589 / 28,589                  | $2,651,938                       |
| 11 de mayo de 2018                            | Helsinki                         | Finlandia                        | Hartwall Arena                                                          | Kvelertak                         | 28,589 / 28,589                  | $2,651,938                       |
| Etapa 12 – Norteamérica                       |                                  |                                  |                                                                         |                                   |                                  |                                  |
| 2 de septiembre de 2018                       | Madison                          | Estados Unidos                   | Kohl Center                                                             | Jim Breuer                        |                                  |                                  |
| 4 de septiembre de 2018                       | Mineápolis                       | Estados Unidos                   | Target Center                                                           | Jim Breuer                        |                                  |                                  |
| 6 de septiembre de 2018                       | Lincoln                          | Estados Unidos                   | Pinnacle Bank Arena                                                     | Jim Breuer                        |                                  |                                  |
| 8 de septiembre de 2018                       | Grand Forks                      | Estados Unidos                   | Alerus Center                                                           | Jim Breuer                        |                                  |                                  |
| 11 de septiembre de 2018                      | Sioux Falls                      | Estados Unidos                   | Denny Sanford Premier Center                                            | Jim Breuer                        | 11,738 / 11,738                  | $1,494,540                       |
| 13 de septiembre de 2018                      | Winnipeg                         | Canadá                           | Bell MTS Place                                                          | Jim Breuer                        |                                  |                                  |
| 15 de septiembre de 2018                      | Saskatoon                        | Canadá                           | SaskTel Centre                                                          | Jim Breuer                        |                                  |                                  |
| 6 de octubre de 2018                          | Austin                           | Estados Unidos                   | Zilker Park                                                             | Jim Breuer                        |                                  |                                  |
| 13 de octubre de 2018                         | Austin                           | Estados Unidos                   | Zilker Park                                                             | Jim Breuer                        |                                  |                                  |
| 16 de octubre de 2018                         | Milwaukee                        | Estados Unidos                   | Fiserv Forum                                                            | Jim Breuer                        |                                  |                                  |
| 18 de octubre de 2018                         | Pittsburgh                       | Estados Unidos                   | PPG Paints Arena                                                        | Jim Breuer                        | 18,502 / 18,765                  | $2,359,924                       |
| 20 de octubre de 2018                         | State College                    | Estados Unidos                   | Bryce Jordan Center                                                     | Jim Breuer                        | —                                | —                                |
| 22 de octubre de 2018                         | Charlotte                        | Estados Unidos                   | Spectrum Center                                                         | Jim Breuer                        | —                                | —                                |
| 25 de octubre de 2018                         | Filadelfia                       | Estados Unidos                   | Wells Fargo Center                                                      | Jim Breuer                        | 18,545 / 18,545                  | $2,163,595                       |
| 27 de octubre de 2018                         | Búfalo                           | Estados Unidos                   | KeyBank Center                                                          | Jim Breuer                        | —                                | —                                |
| 29 de octubre de 2018                         | Albany                           | Estados Unidos                   | Times Union Center                                                      | Jim Breuer                        | 15,661 / 15,661                  | $1,936,231                       |
| 26 de noviembre de 2018                       | Las Vegas                        | Estados Unidos                   | T-Mobile Arena                                                          | Jim Breuer                        | 19,032 / 19,032                  | $2,551,915                       |
| 28 de noviembre de 2018                       | Boise                            | Estados Unidos                   | Taco Bell Arena                                                         | Jim Breuer                        | 11,868 / 12,719                  | $1,454,270                       |
| 30 de noviembre de 2018                       | Salt Lake City                   | Estados Unidos                   | Vivint Smart Home Arena                                                 | Jim Breuer                        | 16,215 / 16,215                  | $2,026,905                       |
| 2 de diciembre de 2018                        | Spokane                          | Estados Unidos                   | Spokane Arena                                                           | Jim Breuer                        | 12,854 / 12,916                  | $1,597,670                       |
| 5 de diciembre de 2018                        | Portland                         | Estados Unidos                   | Moda Center                                                             | Jim Breuer                        | 18,273 / 18,273                  | $2,285,680                       |
| 7 de diciembre de 2018                        | Sacramento                       | Estados Unidos                   | Golden 1 Center                                                         | Jim Breuer                        | 16,591 / 16,591                  | $2,069,225                       |
| 9 de diciembre de 2018                        | Fresno                           | Estados Unidos                   | Save Mart Center                                                        | Jim Breuer                        | 14,854 / 14,854                  | $1,855,485                       |
| 18 de enero de 2019                           | Tulsa                            | Estados Unidos                   | BOK Center                                                              | Jim Breuer                        | 17,612 / 17,612                  | $2,195,900                       |
| 20 de enero de 2019                           | North Little Rock                | Estados Unidos                   | Verizon Arena                                                           | Jim Breuer                        | 17,432 / 17,859                  | $1,679,923                       |
| 22 de enero de 2019                           | Birmingham                       | Estados Unidos                   | Legacy Arena                                                            | Jim Breuer                        | 17,462 / 18,003                  | $1,713,460                       |
| 24 de enero de 2019                           | Nashville                        | Estados Unidos                   | Bridgestone Arena                                                       | Jim Breuer                        | 16,340 / 16,340                  | $2,213,550                       |
| 28 de enero de 2019                           | Raleigh                          | Estados Unidos                   | PNC Arena                                                               | Jim Breuer                        | 19,361 / 19,361                  | $2,409,015                       |
| 30 de enero de 2019                           | Cincinnati                       | Estados Unidos                   | U.S. Bank Arena                                                         | Jim Breuer                        | 17,070 / 17,070                  | $2,060,625                       |
| 1 de febrero de 2019                          | Cleveland                        | Estados Unidos                   | Quicken Loans Arena                                                     | Jim Breuer                        | 18,515 / 18,515                  | $2,463,702                       |
| 28 de febrero de 2019                         | El Paso                          | Estados Unidos                   | Don Haskins Center                                                      | Jim Breuer                        | 12,546 / 12,546                  | $1,558,320                       |
| 2 de marzo de 2019                            | Lubbock                          | Estados Unidos                   | United Supermarkets Arena                                               | Jim Breuer                        | 14,653 / 14,653                  | $1,813,730                       |
| 4 de marzo de 2019                            | Wichita                          | Estados Unidos                   | Intrust Bank Arena                                                      | Jim Breuer                        | 14,316 / 14,316                  | $1,648,057                       |
| 6 de marzo de 2019                            | Kansas City                      | Estados Unidos                   | Sprint Center                                                           | Jim Breuer                        | 18,535 / 18,535                  | $2,047,000                       |
| 9 de marzo de 2019                            | Louisville                       | Estados Unidos                   | KFC Yum! Center                                                         | Jim Breuer                        | 21,183 / 21,183                  | $2,531,895                       |
| 11 de marzo de 2019                           | Indianápolis                     | Estados Unidos                   | Bankers Life Fieldhouse                                                 | Jim Breuer                        | 17,068 / 17,068                  | $2,129,940                       |
| 13 de marzo de 2019                           | Grand Rapids                     | Estados Unidos                   | Van Andel Arena                                                         | Jim Breuer                        | —                                | —                                |
| Etapa 13 – Europa                             |                                  |                                  |                                                                         |                                   |                                  |                                  |
| 1 de mayo de 2019                             | Lisboa                           | Portugal                         | Estadio del Restelo                                                     | Ghost Bokassa                     | —                                | —                                |
| 3 de mayo de 2019                             | Madrid                           | España                           | Valdebebas                                                              | Ghost Bokassa                     | 69,897 / 70,000                  | $6,781,467                       |
| 5 de mayo de 2019                             | Barcelona                        | España                           | Estadio Olímpico Lluís Companys                                         | Ghost Bokassa                     | 51,799 / 53,760                  | $5,275,940                       |
| 8 de mayo de 2019                             | Milán                            | Italia                           | Estadio San Siro                                                        | Ghost Bokassa                     | 47,427 / 47,500                  | $3,992,522                       |
| 10 de mayo de 2019                            | Zúrich                           | Suiza                            | Letzigrund                                                              | Ghost Bokassa                     | 46,349 / 47,226                  | $5,671,665                       |
| 12 de mayo de 2019                            | Saint-Denis                      | Francia                          | Estadio de Francia                                                      | Ghost Bokassa                     | 74,889 / 76,183                  | $6,917,057                       |
| 8 de junio de 2019                            | Slane                            | Irlanda                          | Castillo de Slane                                                       | Ghost Bokassa                     | 71,122 / 78,824                  | $8,194,075                       |
| 11 de junio de 2019                           | Ámsterdam                        | Países Bajos                     | Amsterdam Arena                                                         | Ghost Bokassa                     | 50,576 / 50,576                  | $5,151,429                       |
| 13 de junio de 2019                           | Colonia                          | Alemania                         | Estadio Rhein Energie                                                   | Ghost Bokassa                     | 41,460 / 42,021                  | $4,267,243                       |
| 16 de junio de 2019                           | Bruselas                         | Bélgica                          | Estadio Rey Balduino                                                    | Ghost Bokassa                     | 49,039 / 49,039                  | $5,243,080                       |
| 18 de junio de 2019                           | Mánchester                       | Reino Unido                      | Estadio Ciudad de Mánchester                                            | Ghost Bokassa                     | 40,473 / 42,154                  | $4,510,011                       |
| 20 de junio de 2019                           | Twickenham                       | Reino Unido                      | Estadio de Twickenham                                                   | Ghost Bokassa                     | 51,819 / 52,244                  | $6,080,657                       |
| 6 de julio de 2019                            | Berlín                           | Alemania                         | Estadio Olímpico de Berlín                                              | Ghost Bokassa                     | 68,452 / 68,452                  | $6,745,329                       |
| 9 de julio de 2019                            | Gotemburgo                       | Suecia                           | Estadio Ullevi                                                          | Ghost Bokassa                     | 63,348 / 63,348                  | $4,668,092                       |
| 11 de julio de 2019                           | Copenhague                       | Dinamarca                        | Parken Stadion                                                          | Ghost Bokassa                     | 44,944 / 45,698                  | $4,811,332                       |
| 13 de julio de 2019                           | Trondheim                        | Noruega                          | Granåsen                                                                | Ghost Bokassa                     | 38,794 / 38,794                  | $4,348,793                       |
| 16 de julio de 2019                           | Hämeenlinna                      | Finlandia                        | Kantolan tapahtumapuisto                                                | Ghost Bokassa                     | 55,519 / 55,519                  | $5,330,615                       |
| 18 de julio de 2019                           | Tartu                            | Estonia                          | Raadi Airfield                                                          | Ghost Bokassa                     | 59,099 / 59,099                  | $4,791,241                       |
| 21 de julio de 2019                           | Moscú                            | Rusia                            | Estadio Olímpico Luzhnikí                                               | Ghost Bokassa                     | 61,546 / 63,505                  | $6,073,606                       |
| 14 de agosto de 2019                          | Bucarest                         | Rumania                          | Arena Națională                                                         | Ghost Bokassa                     |                                  |                                  |
| 16 de agosto de 2019                          | Viena                            | Austria                          | Estadio Ernst Happel                                                    | Ghost Bokassa                     | 48,755                           | $4,827,840                       |
| 18 de agosto de 2019                          | Praga                            | República Checa                  | Letňany                                                                 | Ghost Bokassa                     |                                  |                                  |
| 21 de agosto de 2019                          | Varsovia                         | Polonia                          | Estadio Nacional de Varsovia                                            | Ghost Bokassa                     |                                  |                                  |
| 23 de agosto de 2019                          | Múnich                           | Alemania                         | Estadio Olímpico de Múnich                                              | Ghost Bokassa                     |                                  |                                  |
| 25 de agosto de 2019                          | Mannheim                         | Alemania                         | Maimarktgelände                                                         | Ghost Bokassa                     |                                  |                                  |
| "Symphony and Metallica" Anniversary Concerts |                                  |                                  |                                                                         |                                   |                                  |                                  |
| 6 de septiembre de 2019                       | San Francisco                    | Estados Unidos                   | Chase Center                                                            |                                   | —                                | —                                |
| 8 de septiembre de 2019                       | San Francisco                    | Estados Unidos                   | Chase Center                                                            |                                   | —                                | —                                |
| Etapa 14 - Norteamérica (Streaming Concert)   |                                  |                                  |                                                                         |                                   |                                  |                                  |
| 10 de agosto de 2020                          | Sonoma                           | Estados Unidos                   | Gundlach Bundschu                                                       | —                                 | —                                | —                                |
| 12 de agosto de 2020                          | San Rafael                       | Estados Unidos                   | The Howard Stern Show @ HQ                                              | —                                 | —                                | —                                |
| 14 de noviembre de 2020                       | San Rafael                       | Estados Unidos                   | The All Within My Hands Helping Hands Concert & Auction Streaming Event | —                                 | —                                | —                                |
| 7 de febrero de 2021                          | San Francisco                    | Estados Unidos                   | A Late Show with Stephen Colbert: Super Bowl Edition                    | —                                 | —                                | —                                |
| 3 de marzo de 2021                            | San Francisco                    | Estados Unidos                   | The Late Show with Stephen Colbert                                      | —                                 | —                                | —                                |
| 9 de septiembre de 2021                       | Los Ángeles                      | Estados Unidos                   | The Howard Stern Show                                                   | —                                 | —                                |                                  |
| 10 de septiembre de 2021                      | Los Ángeles                      | Estados Unidos                   | Jimmy Kimmel Live ft Observatorio Griffith                              | —                                 | —                                | —                                |
| Etapa 15 - Norteamérica                       |                                  |                                  |                                                                         |                                   |                                  |                                  |
| 16 de septiembre de 2021                      | San Francisco                    | Estados Unidos                   | The Independent                                                         | —                                 | —                                | —                                |
| 20 de septiembre de 2021                      | Chicago                          | Estados Unidos                   | The Metro                                                               | —                                 | —                                | —                                |
| 24 de septiembre de 2021                      | Louisville                       | Estados Unidos                   | Highland Festival Grounds                                               | —                                 | —                                | —                                |
| 26 de septiembre de 2021                      | Louisville                       | Estados Unidos                   | Highland Festival Grounds                                               | —                                 | —                                | —                                |
| 8 de octubre de 2021                          | Sacramento                       | Estados Unidos                   | Discovery Park                                                          | —                                 | —                                | —                                |
| 10 de octubre de 2021                         | Sacramento                       | Estados Unidos                   | Discovery Park                                                          | —                                 | —                                | —                                |
| 4 de noviembre de 2021                        | Hollywood (Florida)              | Estados Unidos                   | Hard Rock Live Arena                                                    | —                                 | —                                | —                                |
| 6 de noviembre de 2021                        | Atlanta                          | Estados Unidos                   | Mercedes-Benz Stadium                                                   | Cage the Elephant Greta Van Fleet | —                                | —                                |
| 12 de noviembre de 2021                       | Daytona Beach                    | Estados Unidos                   | Festival Rockville Daytona International Speedway                       | —                                 | —                                | —                                |
| 14 de noviembre de 2021                       | Daytona Beach                    | Estados Unidos                   | Festival Rockville Daytona International Speedway                       | —                                 | —                                | —                                |
| 27 de noviembre de 2021                       | Arlington                        | Estados Unidos                   | Globe Life Stadium                                                      | —                                 | —                                | —                                |
| 17 de diciembre de 2021                       | San Francisco                    | Estados Unidos                   | Chase Center                                                            | —                                 | —                                | —                                |
| 19 de diciembre de 2021                       | San Francisco                    | Estados Unidos                   | Chase Center                                                            | —                                 | —                                | —                                |
| 25 de febrero de 2022                         | Las Vegas                        | Estados Unidos                   | Allegiant Stadium                                                       | —                                 | 70,000                           | —                                |
| Etapa 16 - Sudamérica                         |                                  |                                  |                                                                         |                                   |                                  |                                  |
| 27 de abril de 2022                           | Santiago                         | Chile                            | Club Hípico                                                             | Greta Van Fleet Yajaira           | 70,000                           | —                                |
| 30 de abril de 2022                           | Buenos Aires                     | Argentina                        | Campo Argentino de Polo                                                 | Greta Van Fleet Marina Fages      | 60,000                           | —                                |
| 5 de mayo de 2022                             | Porto Alegre                     | Brasil                           | Estacionamiento da Fiergs                                               | Greta Van Fleet Ego Kill Talent   | —                                | —                                |
| 7 de mayo de 2022                             | Curitiba                         | Brasil                           | Estádio Couto Pereira                                                   | Greta Van Fleet Ego Kill Talent   | —                                | —                                |
| 10 de mayo de 2022                            | São Paulo                        | Brasil                           | Estádio do Morumbi                                                      | Greta Van Fleet Ego Kill Talent   | —                                | —                                |
| 12 de mayo de 2022                            | Belo Horizonte                   | Brasil                           | Estádio Mineirão                                                        | Greta Van Fleet Ego Kill Talent   | —                                | —                                |
| Etapa 17 - Estados Unidos                     |                                  |                                  |                                                                         |                                   |                                  |                                  |
| 27 de mayo de 2022                            | Napa                             | Estados Unidos                   | BottleRock                                                              | Festival                          | Festival                         | Festival                         |
| 29 de mayo de 2022                            | Boston                           | Estados Unidos                   | Boston Calling                                                          | Festival                          | Festival                         | Festival                         |
| Etapa 18 - Europa                             |                                  |                                  |                                                                         |                                   |                                  |                                  |
| 15 de junio de 2022                           | Copenhague                       | Dinamarca                        | Refshaleøen                                                             | —                                 | —                                | —                                |
| 17 de junio de 2022                           | Landgraaf                        | Países Bajos                     | Pinkpop Festival                                                        | Festival                          | Festival                         | Festival                         |
| 19 de junio de 2022                           | Florencia                        | Italia                           | Firenze Rocks                                                           | —                                 | —                                | —                                |
| 22 de junio de 2022                           | Praga                            | República Checa                  | Prague Rocks                                                            | —                                 | —                                | —                                |
| 26 de junio de 2022                           | Clisson                          | Francia                          | Hellfest                                                                | Festival                          | Festival                         | Festival                         |
| 1 de julio de 2022                            | Werchter                         | Bélgica                          | Rock Werchter                                                           | —                                 | —                                | —                                |
| 3 de julio de 2022                            | Bilbao                           | España                           | Rock Day Festival                                                       | —                                 | —                                | —                                |
| 6 de julio de 2022                            | Madrid                           | España                           | Mad Cool Festival                                                       | —                                 | —                                | —                                |
| 8 de julio de 2022                            | Lisboa                           | Portugal                         | NOS Alive                                                               | —                                 | —                                | —                                |
| Etapa 19 - Estados Unidos                     |                                  |                                  |                                                                         |                                   |                                  |                                  |
| 28 de julio de 2022                           | Chicago                          | Estados Unidos                   | Grant Park                                                              | Festival Lollapalooza             | Festival Lollapalooza            | Festival Lollapalooza            |
| 11 de agosto de 2022                          | Buffalo                          | Estados Unidos                   | Highmark Stadium                                                        | Festival                          | Festival                         | Festival                         |
| 14 de agosto de 2022                          | Pittsburgh                       | Estados Unidos                   | PNC Park                                                                | Festival                          | Festival                         | Festival                         |
| 24 de septiembre de 2022                      | New York                         | Estados Unidos                   | Central Park                                                            | Festival                          | Festival                         | Festival                         |
| 6 de noviembre de 2022                        | Hollywood (Florida)              | Estados Unidos                   | Hard Rock Hotel & Casino Hollywood                                      | —                                 | —                                | —                                |
| 16 de diciembre de 2022                       | Los Ángeles                      | Estados Unidos                   | Microsoft Theater                                                       | —                                 | —                                |                                  |
| Conciertos Cancelados                         |                                  |                                  |                                                                         |                                   |                                  |                                  |
| 17 de octubre de 2019                         | Perth                            | Australia                        | Optus Stadium                                                           | Slipknot                          | Cancelado                        | Cancelado                        |
| 20 de octubre de 2019                         | Adelaida                         | Australia                        | Adelaide Oval                                                           | Slipknot                          | Cancelado                        | Cancelado                        |
| 22 de octubre de 2019                         | Melbourne                        | Australia                        | Marvel Stadium                                                          | Slipknot                          | Cancelado                        | Cancelado                        |
| 24 de octubre de 2019                         | Melbourne                        | Australia                        | Marvel Stadium                                                          | Slipknot                          | Cancelado                        | Cancelado                        |
| 26 de octubre de 2019                         | Sídney                           | Australia                        | ANZ Stadium                                                             | Slipknot                          | Cancelado                        | Cancelado                        |
| 29 de octubre de 2019                         | Brisbane                         | Australia                        | QSAC                                                                    | Slipknot                          | Cancelado                        | Cancelado                        |
| 31 de octubre de 2019                         | Auckland                         | Nueva Zelanda                    | Mount Smart Stadium                                                     | Slipknot                          | Cancelado                        | Cancelado                        |
| 2 de noviembre de 2019                        | Auckland                         | Nueva Zelanda                    | Mount Smart Stadium                                                     | Slipknot                          | Cancelado                        | Cancelado                        |
| 1 de mayo de 2020                             | Charlotte                        | Estados Unidos                   | Charlotte Motor Speedway                                                | —                                 | Cancelado                        | Cancelado                        |
| 3 de mayo de 2020                             | Charlotte                        | Estados Unidos                   | Charlotte Motor Speedway                                                | —                                 | Cancelado                        | Cancelado                        |
| 15 de mayo de 2020                            | Columbus                         | Estados Unidos                   | Mapfre Stadium                                                          | —                                 | Cancelado                        | Cancelado                        |
| 17 de mayo de 2020                            | Columbus                         | Estados Unidos                   | Mapfre Stadium                                                          | —                                 | Cancelado                        | Cancelado                        |
| 17 de septiembre de 2020                      | Louisville                       | Estados Unidos                   | Highland Festival Grounds                                               | —                                 | Cancelado                        | Cancelado                        |
| 18 de septiembre de 2020                      | Louisville                       | Estados Unidos                   | Highland Festival Grounds                                               | —                                 | Cancelado                        | Cancelado                        |
| 20 de septiembre de 2020                      | Louisville                       | Estados Unidos                   | Highland Festival Grounds                                               | —                                 | Cancelado                        | Cancelado                        |
| 29 de junio de 2022                           | Frauenfeld                       | Suiza                            | Frauenfeld Rock                                                         | —                                 | Cancelado                        | Cancelado                        |
| Total                                         | Total                            | Total                            | Total                                                                   | Total                             | 1,296,684 / 1,410,725 (92%)      | $126,068,019                     |